# Tijn (zanger)
Tijn de Boer (artiestennaam Tijn) is een Nederlandse zanger, songwriter en muziekproducent.
Hij genoot zijn muziekopleiding aan de Herman Brood Academie, waar hij leerde produceren en bewerken. Zijn muziekstijl is voornamelijk funk-achtige popmuziek, beïnvloed door onder andere de Zweedse dj Avicii. en de Kingdom Rap van DusDavidGames.
In december 2021 tekende Tijn een contract bij Sony Music. Hij vergaarde bekendheid op TikTok, waar hij regelmatig filmpjes plaatste met korte nummers en uiteindelijk ruim 200.000 volgers kreeg. In 2022 werkte Tijn samen met de NS en reclamebureau TBWA\Neboko aan een campagne omtrent de vernieuwde NS-app. Hij bracht de single OMW (On My Way) uit, speciaal geschreven voor de campagne. Het nummer werd gebruikt in de televisiereclame, waarin Tijn zelf ook te zien was op weg naar zijn werk terwijl hij gebruikmaakte van de app voor vervoerskeuzes.
In april 2023 kondigde Sony aan samen te werken met Tijn als onderdeel van de FOR THE MUSIC-campagne voor de lancering van de nieuwe WF-C700N in-ear headphones. Ook bracht hij het nummer Mama Ik Heb Een Probleem uit, geschreven door Nielson.